# Célmegjelölő konténer

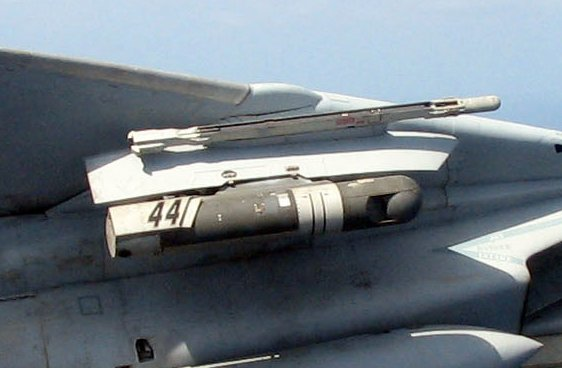
LANTIRN-rendszer AN/AAQ–14 típusú célmegjelölő konténere egy F–14D Bombcat szárnya alatt. A konténer optikai része, mely az elején lévő gömb alakú részben helyezkedik el, minden irányba elfordítható, kis mértékben le is billenthető, így 360 fokban folyamatos irányzást tesz lehetővé

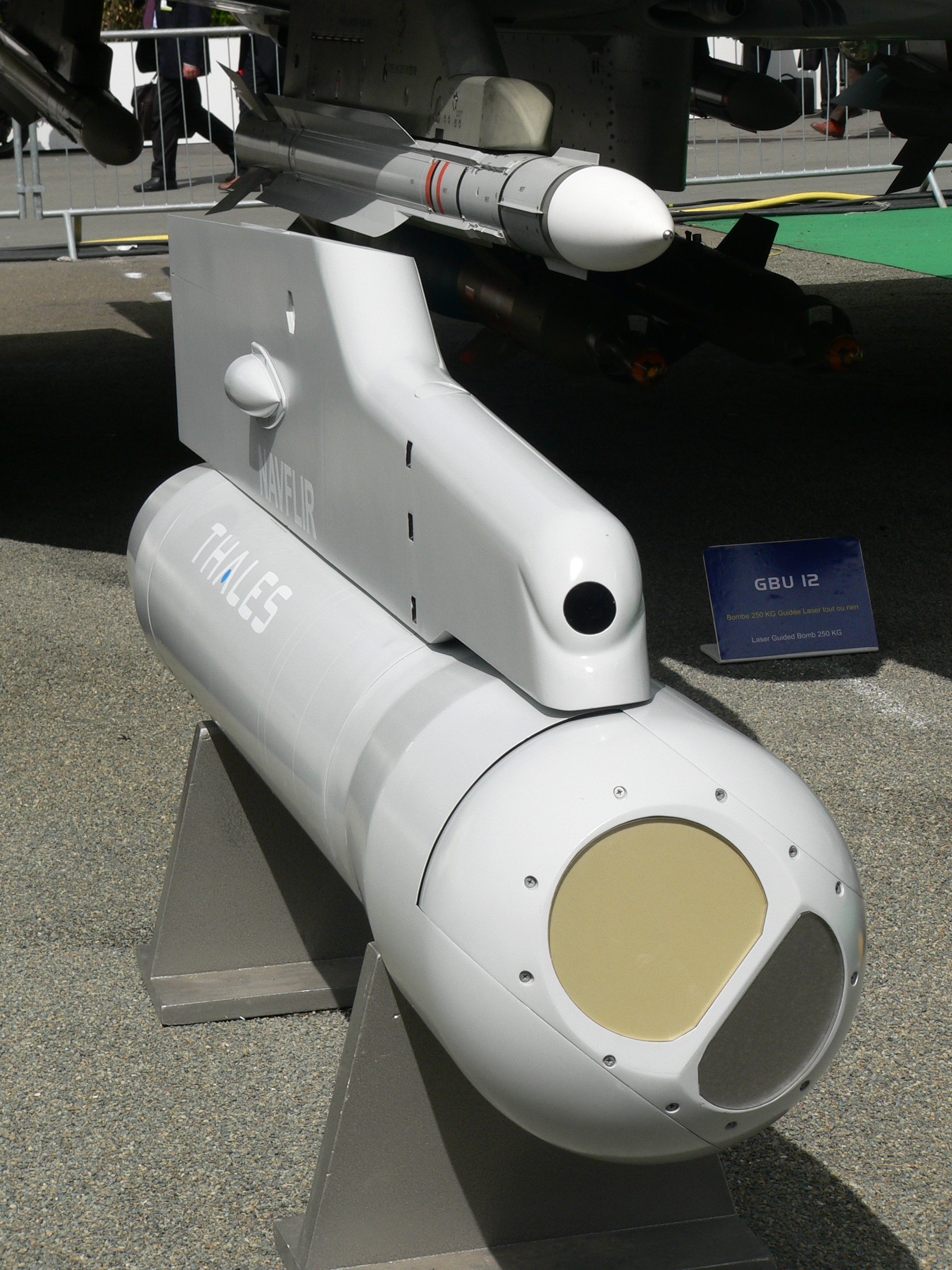
Thales Damocles konténer

A célmegjelölő konténer harci repülőgépekre függeszthető elektrooptikai eszköz, melynek elsődleges célja az irányított rakéták és bombák megfelelő pontossággal történő célra vezetése. A néhány száz kilogramm tömegű berendezések létrehozását a mikroelektronika fejlődése tette lehetővé. Az első ilyen berendezések (ATLIS, LANTIRN) az 1980-as évek első felében jelentek meg, az öbölháborúban már fontos szerepet kaptak, bár akkor még viszonylag kis számban tudták őket hadrendbe állítani. Elődjeik a vietnámi háborúban már alkalmazott célmegjelölő berendezések voltak (Pave Penny, Pave Spike, Pave Tack, Pave Knife, TRAM).
A fegyverek célra vezetését rendszerint a célra irányított pontszerű lézerfény biztosítja. A konténerben emellett rendszerint megtalálható egy nagy felbontóképességű televíziós kamera, vagy hőképalkotó érzékelő is, mely a lézersugárral párhuzamosítva a pilóta számára a cél képét közvetíti. A berendezések két tengely mentén elforgathatóak, valamint girostabilizáltak, így a repülőgép a cél megjelölése közben viszonylag szabadon manőverezhet. A pilóta munkáját emellett fejlett elektronika is segíti, amely például automatikusan a célon tartja a lézernyalábot, így csak hiba esetén kell a fegyverek rávezetésébe beavatkozni.
A Magyar Légierő JAS 39 Gripen repülőgépein a kategória egyik legelterjedtebb képviselője, az izraeli eredetű (de német licencgyártású) LITENING III áll rendszerben.

## Konténertípusok
- ATFLIR (Advanced Targeting Forward Looking Infrared) – Raytheon
- ATLIS /II (Automatic Tracking and Laser Integration System) – Thomson CSF, később Thales
- CLDP TV/TC (Convertible Laser Designator Pod) – Thales
- Damocles – Thales
- Gyelta (Дельта) – szovjet
- LANTIRN (Low Altitude Navigation and Targeting Infrared for Night) – Lockheed Martin
- LITENING I/II/III – Rafael
- NITE Hawk
- PDLCT (Pod de désignation laser caméra thermique) – Thomson CSF, később Thales
- PDLCTS – Synergie IR szenzorral felszerelt
- Prozsektor–1 (Прожектор-1) (Szu–17/20/22)
- Sniper R/XR – Lockheed Martin
- TIALD (Thermal Imaging Airborne Laser Designator) – SELEX Galileo